# Polystichum weimingii
Polystichum weimingii är en träjonväxtart som beskrevs av L.B.Zhang och H.He. Polystichum weimingii ingår i släktet Polystichum och familjen Dryopteridaceae. Inga underarter finns listade.